# Inundación del mar Negro

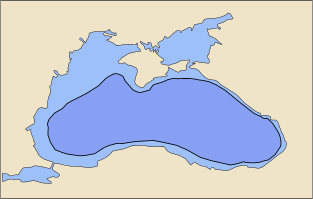
Actual y antigua líneas de la costa.

La inundación del mar Negro es la hipótesis científica que supone el desbordamiento del antiguo mar Mediterráneo sobre el antiguo mar interior que ocupaba el actual espacio del mar Negro, abriéndose el actual estrecho del Bósforo. Habría tenido lugar hacia el 5600 a. C., y presumiblemente habría tenido importantes repercusiones sobre la protohistoria del Antiguo Oriente Próximo y el Mediterráneo oriental, incluso pudo haber estado en el origen del relato bíblico del diluvio universal.

## Hipótesis
La hipótesis fue formulada por William Ryan y Walter Pitman, quienes en diciembre de 1996 la divulgaron a través de un artículo en The New York Times, poco antes de publicarlo en Marine Geology.
Aunque la secuencia de hechos que los autores describen están asumidos por la comunidad científica, hay un debate sobre su condición catastrófica (magnitud y celeridad —supuestamente, el hecho se habría producido en el transcurso de unas pocas semanas—), así como en su datación. Se han propuesto dos hipótesis alternativas: una gradualista y otra cíclica. Esta última especifica que en los últimos treinta mil años se han producido intermitentemente aislamientos y contactos entre el mar Negro y el Egeo a una escala de magnitud relativamente pequeña, sin necesidad de acontecimientos catastróficos que «rellenaran» la cuenca.
Una expedición llevada a cabo en 1999 por el investigador submarino Robert Ballard recogió muestras de moluscos de agua dulce y de otras pruebas de la existencia de una línea costera del supuesto mar interior, actualmente bajo la superficie del mar Negro. Ballard seguía investigando en la zona en 2012.